# Orden del Ding Sagrado
La Orden del Ding Sagrado (en chino tradicional, 寶鼎勳章), también conocida como la Orden del Ding Precioso o Pao Ting, es una condecoración militar de la República de China. Fue creado el 15 de mayo de 1929 por Chiang Kai-shek para premiar a aquellas personas que hubieran realizado importantes contribuciones a la seguridad nacional. La orden está organizada en nueve grados. El diseño central de la insignia de la orden es la imagen de un Ding (calderos ceremoniales) rodeado de rayos dorados. El simbolismo de esta condecoración es que así como el Ding se considera un tesoro nacional, también lo es el destinatario de la orden.

## Grados
La orden se divide en nueve grados, que son los siguientes:
| Grados | Nombre                            | Grado                                | Cinta del pasador |
| ------ | --------------------------------- | ------------------------------------ | ----------------- |
| 1.er   | Orden del Ding Sagrado (寶鼎勳章) | con Gran Cordón Especial (特種大綬). |                   |
| 2.do   | Orden del Ding Sagrado (寶鼎勳章) | con Gran Cordón (大綬)               |                   |
| 3.er   | Orden del Ding Sagrado (寶鼎勳章) | con Gran Cordón Amarillo (黃色大綬)  |                   |
| 4.º    | Orden del Ding Sagrado (寶鼎勳章) | con Corbata Especial (特種領綬)      |                   |
| 5.º    | Orden del Ding Sagrado (寶鼎勳章) | con Corbata (領綬)                   |                   |
| 6.º    | Orden del Ding Sagrado (寶鼎勳章) | con Roseta Especial (特種襟綬附勳表) |                   |
| 7.º    | Orden del Ding Sagrado (寶鼎勳章) | con Roseta (襟綬附勳表)              |                   |
| 8.º    | Orden del Ding Sagrado (寶鼎勳章) | con Cinta Especial (特種襟綬)        |                   |
| 9.º    | Orden del Ding Sagrado (寶鼎勳章) | con Cinta (襟綬)                     |                   |

## Condecorados
Algunos de los más importante galardonados con esta orden son:
- Chiang Kai-shek
- Gao Zhihang
- Charles D. Griffin
- William G. Farrow
- Bruce K. Holloway
- Huang Wei
- Ernest King
- Thomas C. Kinkaid
- Alexander von Falkenhausen
- Douglas MacArthur
- Thomas Hinman Moorer
- Ng Yat Chung
- Chester W. Nimitz
- George H. Olmsted
- Alfred M. Pride[6]
- Qiu Qingquan
- Bhim Shamsher Jang Bahadur Rana
- Padma Shamsher Jang Bahadur Rana
- Bertram J. Rodgers
- Alexander Vandegrift
- Hoyt Vandenberg
- Yan Xishan
- Zhang Lingfu
- Heng Hsieh